# گارگین دوم قازانچیان
گارگین دوم کازانجیان (ارمنی: Գարեգին Բ Գազանճյան؛ انگلیسی: Karekin II Kazanjian of Constantinople؛ زاده ۱۸ مهٔ ۱۹۲۷ – درگذشته ۱۰ مارس ۱۹۹۸) کشیش ارمنی‌تبار اهل ترکیه که از تاریخ ۱۹۹۰ تا تاریخ ۱۹۹۸ سمت پاتریارک ارمنیان کنستانتینوپل را برعهده داشت.

## زندگی‌نامه
وی در ۱۸ مهٔ ۱۹۲۷ در استانبول به دنیا آمد .  وی در ۱۰ مارس ۱۹۹۸ در سن ۷۰ سالگی در اثر سرطان کبد در استانبول درگذشت.